# Edis Matusevičius
Edis Matusevičius (* 30. Juni 1996 in Vilnius) ist ein litauischer Leichtathlet, der sich auf den Speerwurf spezialisiert hat und aktuell Inhaber des Landesrekordes ist.

## Sportliche Laufbahn
Erste internationale Erfahrungen sammelte Edis Matusevičius im Jahr 2013 bei den Jugendweltmeisterschaften in Donezk, bei denen er mit einer Weite von 68,88 m in der Qualifikation ausschied, wie auch bei den Junioreneuropameisterschaften in der Woche darauf in Rieti mit 63,84 m. Im Jahr darauf belegte er bei den Juniorenweltmeisterschaften 2014 in Eugene mit 70,58 m den sechsten Platz und 2015 gewann er bei den Junioreneuropameisterschaften in Eskilstuna mit einem Wurf auf 77,48 m die Silbermedaille. 2016 nahm er erstmals an den Europameisterschaften in Amsterdam teil, schied dort aber mit 77,86 m in der Qualifikation aus. Im Jahr darauf wurde er bei den U23-Europameisterschaften in Bydgoszcz mit 76,82 m Fünfter und bei den Weltmeisterschaften in London gelang ihm in der Qualifikation kein gültiger Versuch. Nur zwei Wochen später nahm er erstmals an der Sommer-Universiade in Taipeh teil, schied aber auch dort mit 70,61 m in der Qualifikation aus. 
2018 erreichte er bei den Europameisterschaften in Berlin das Finale und belegte in diesem mit einem Wurf auf 77,64 m den zehnten Platz. Im Jahr darauf gewann er bei den Studentenweltspielen in Neapel mit 80,07 m die Silbermedaille hinter dem Moldauer Andrian Mardare und qualifizierte sich zudem erneut für die Weltmeisterschaften in Doha, bei denen er mit 79,60 m aber nicht das Finale erreichte. 2021 nahm er erstmals an den Olympischen Spielen in Tokio teil, verpasste dort aber mit 81,24 m den Finaleinzug. Nach einem Jahr Wettkampfpause wurde er 2023 bei der 2. Liga der Team-Europameisterschaft im Rahmen der Europaspiele in Chorzów mit 84,22 m Erste und sicherte sich damit ligenübergreifend die Silbermedaille hinter dem Deutschen Julian Weber. Anschließend siegte er mit 80,37 m bei den World University Games in Chengdu, ehe er bei den Weltmeisterschaften in Budapest mit 82,29 min im Finale den achten Platz belegte. Im Jahr darauf wurde er bei den Europameisterschaften in Rom mit 83,96 m Vierter. Anschließend verpasste er bei den Olympischen Sommerspielen in Paris mit 79,40 m den Finaleinzug.
In den Jahren von 2015 bis 2021 sowie 2023 und 2024 wurde Matusevičius litauischer Meister im Speerwurf.

## Persönliches
Matusevičius ist Teil einer sportlich erfolgreichen Familie; so war seine Mutter Dalia Matusevičienė als Mittelstreckenläuferin aktiv, dabei mehrfache Meisterin und Rekordhalterin der Sowjetunion und Litauens, und sein Vater Edmuntas Matusevičius war selbst Speerwerfer und Baseballspieler und zudem als Leichtathletiktrainer tätig. 
Sein Bruder Edgaras Matusevičius ist Basketballspieler während sein Bruder Edvardas Matusevičius auch schon litauischer Speerwurfmeister war und aktuell als Baseballspieler beim SK Draci Brno (Tschechien) aktiv ist.